# Mbps
Mb/s je znak za megabit u sekundi (milijun bita u sekundi), mjerne jedinice za brzinu prijenosa podataka u računarstvu i komunikacijama.
Također se može vidjeti napisan i kao Mbit/s.
Oznaka Mbps se također može vidjeti, kao kratica izraza megabit per second, no u Međunarodnom sustavu mjernih jedinica, koji je u službenoj upotrebi u Republici Hrvatskoj, se svi takvi oblici gdje znak p (per) predstavǉa dijeǉeǌe, izričito ne koriste.